# Château de Pesselières
Ne pas confondre avec Pesselières, hameau bourguignon.
Le  château de Pesselières est sur les terres de la seigneurie de Pesselières  dans la paroisse de Jalognes et partie celle de Groises dans le département du Cher.
Cette terre consiste en un fort et ancien château, en justice haute, moyenne et basse, plusieurs estangs et domaines. Elle est à dix lieues de Bourges et à trois de Sancerre. La justice et seigneurie de Pesselières sont fiefs mouvants du Comté de Sancerre. La justice ressortit au bailliage de Sancerre.

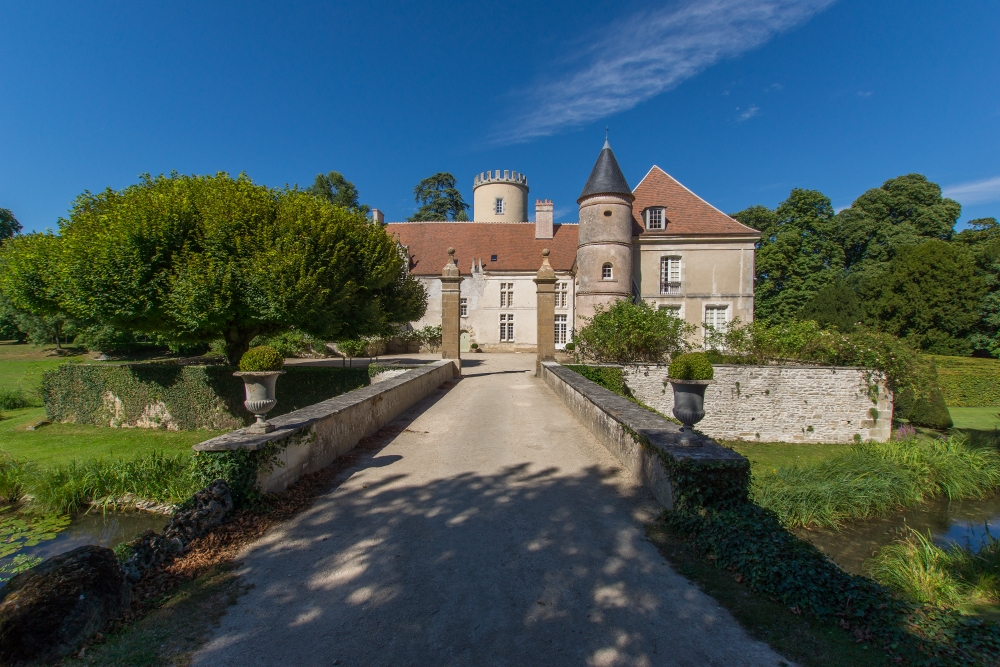
Le château de Pesselières côté cour.

## Historique
Les seigneurs et barons de Pesselières ont été de tout temps reconnus pour maréchaux du Comté de Sancerre. En cette qualité, ils avaient le droit de conduire tous les vassaux et arrière-vassaux convoqués pour assister à la première entrée du comte de Sancerre en sa ville et également le droit très lucratif de s’approprier le cheval que montait le comte à son entrée, ainsi que toute la vaisselle dont on se servait ce jour-là à la cour comtale.  Ce droit fort étrange donna lieu à de nombreuses difficultés et les Comtes transigèrent régulièrement en cédant des terres aux seigneurs de Pesselières.
En 1170, il est fait mention pour la première fois de la seigneurie de Pesselières, possession de la famille de Livron. En 1228, Pierre de Livron (1209-1257), chevalier, seigneur de Pesselières en Berry part pour Compostelle avec tout un groupe, sans doute derrière le comte de Sancerre. Son départ est connu grâce à une donation faite à ce moment-là reçue par l'abbaye Notre-Dame de Lorroy  en Berry : « À tous ceux qui contrôleront les présentes lettres, P. archiprêtre de Sancerre, adresse son salut dans le Seigneur, sachez que le seigneur Pierre de Livron, chevalier, un de ceux qui partent à Saint-Jacques, pour augmenter les aumônes de sa chapelle de Pesselières… »  ou prieuré fondé la même année dépendant de l'abbaye de Saint-Satur. 
Vers 1380, le « château et maison forte » de Pesselières passe à la famille La Porte et y reste jusqu’en 1639. 
Louis de La Porte (1338-1370) fut le premier des six chevaliers bacheliers de la compagnie de Jean III de Sancerre. Hugon de La Porte, chevalier, baron de Pesselières, fut gentilhomme domestique de Jean, duc de Brabant, et fut nommé son grand archier de corps par lettres patentes du 7 juin 1404. Les La Porte portaient "D'or, à une bande d'azur". 
Pendant les guerres de Religion, Pesselières est occupé successivement par les troupes de la ligue en 1589 puis par celle des royalistes en 1591. Il est alors fortement endommagé. 

Blason de la famille de Guibert.

En 1639, Jean de Guibert acquiert les terres de Pesselières de la dernière héritière des La Porte, demoiselle Anne de Rochechouart veuve de Claude de La Porte, et entreprend d'importants travaux en 1640. L'étonnante porte d'entrée à bossage sur la cour, des cheminées monumentales encore en place datent de cette époque ainsi que l'aile en retour au sud-est. Parmi les Guibert, on note Jean-Louis, chancelier en l'Église cathédrale et Université de Bourges, seigneur de Pesselières, de Jalognes, en partie de Groises. Il portait "D'azur, au lion couronné d'argent, armé et lampassé de gueules".
En 1693, les de Guibert cèdent Pesselières à François Robert, sieur du Verger, famille qui a pour auteur Antoine Robert, anobli par le roi Louis XI, au mois de juillet 1481 lequel était notaire et secrétaire de ce prince en l'an 1482 et mourut à Amboise le 20 mars 1483.  François Robert en fait le dénombrement en 1700. Il portait "D'azur, à trois pâtes de griffon d’or".
En 1735, c’est le marquis de Puységur et la famille Chastenet de Puységur  qui en deviennent propriétaires. À la Révolution, le marquis de Puységur demeure à Pesselières. Il est emprisonné sous la Terreur, libéré et meurt sur ses terres en 1810.
Sous l’Empire et la Restauration, le château et ses terres sont entre les mains de monsieur Boin, président du tribunal civil de Sancerre. Il édifie en 1820 une chapelle à l’entrée du parc.
En 1848, madame Mager, veuve Collard, acquiert Pesselières aux enchères à Bourges. .
Les Collard demeurent propriétaires de Pesselières jusqu’à la fin des années 1980. Après une période d’abandon et de nombreuses vicissitudes, Pesselières est l'objet de travaux de restauration depuis le début des années 2000.

## Architecture
Le plan du comté de Sancerre de 1674 donne la représentation du château après sa reconstruction partielle, un plan en U. Il est entouré de douves avec un châtelet d’entrée commandant le pont-levis. La porte d'entrée à bossage donne accès à un escalier en pierre rampe sur rampe.
Des éléments architecturaux du XVe siècle sont visibles sur l'aile nord-ouest son corps de logis central et sa tourelle d'escalier.
Le dénombrement de 1700 en précise la description : le château consiste en un grand corps de logis de face flanqué par derrière et au milieu d’une grande tour couverte d’ardoises, deux autres bâtiments avec ailes, comprenant une grande salle, plusieurs chambres hautes, chapelle et prison, pont-levis en planches et dormant en pierres à arcades, profonds et larges  fossés remplis d’eau vive ; basse cour avec portail accompagné de deux tours, le tout environné de hautes murailles et fossés profonds, gros colombier en pierre.
Après la Révolution, sous la Restauration, le pont-levis est remplacé par un pont dormant en pierre, les fossés par des vallonnements de gazons, les murailles et les fortifications rasées. 
Sous le Second Empire, une ferme modèle est reconstruite à la place de bâtiments de ferme jugés obsolètes.
Vers 1880, monsieur Collard fait démolir l’aile gauche du château ouvrant ainsi la vue sur le Parc et sa rivière. La tour est rehaussée et  coiffée de créneaux, les ornements architecturaux des bâtiments revus dans le style néo-Renaissance. Les communs sont reconstruits et le colombier est déplacé.
Les relevés les plus récents mettent en évidence la structure médiévale du corps central et confirment l’édification de l’aile en retour sud-est au XVIIe siècle sur une base plus ancienne. 
Le château de Pesselières est un Monument Historique inscrit en 2009,. 

## Parcs et jardins
Le parc actuel, romantique, a été créé dans la seconde moitié du XVIIIe siècle par le marquis de Puységur, dans le style anglais qu'il avait apprécié lors de ses nombreux séjours outre-Manche. Il a été restauré une première fois par la famille Collard vers 1880. Un plan datant de 1882, réalisé par Louis Cottin, paysagiste à Nevers, en témoigne.
Aujourd'hui ses arbres plus que centenaires en sont l'un des nombreux attraits. Marronniers blancs et roses, ifs, magnolia, charmes, hêtres, noyers, chênes et érables forment un paysage harmonieux et paisible qui se parent de couleurs chaudes à l'automne. On y remarque également deux cèdres de l'Atlas, un majestueux cèdre du Liban ainsi qu'un spectaculaire hêtre pourpre.
Le parc porte encore les traces d'un jardin à la française. On peut ainsi admirer une allée de buis tricentenaires de près de trois cents mètres de long ainsi qu'un canal alimenté en eau par deux sources.
En 2009, une nouvelle restauration est engagée par les propriétaires actuels. Un labyrinthe de charmille a été créé en façade et plusieurs centaines d'arbres d'essences variées ont été plantés dans le parc choisis tant pour leur aspect esthétique que pour leur intérêt botanique. 
En 2013, le parc reçoit le label Jardin remarquable (arrêté du préfet de la région Centre du 30 juillet 2013) renouvelé en 2018 et 2023.

## Anecdotes
Une rue de Sancerre à proximité immédiate de ce qui fut autrefois l’Hôtel de Pesselières porte le nom du Sénéchal de Pesselières. 
Chaque année le 1er juin a lieu à Pesselières la seule survivante de l’une des quatre foires annuelles datant du haut Moyen Âge, réputée la plus ancienne de France avec celle de Beaucaire. 

## Sources
- La Thaumassière, Histoire de Berry, 1689
- Buhot de Kersers, Histoire et statistique monumentale du Cher, 1895
- Gustave Bourra, Histoire de Sancerre, 1877
- Malfuson, Histoire de Sancerre, 1826
- Vicomte de Brimont, Le XVIe siècle et les guerres de réforme en Berry, 1905
- Fernand Foucher, Pesselières, une convergence séculaire, 2000